# Distretto di Mueang Kamphaeng Phet
Il distretto di Mueang Kamphaeng Phet (in thailandese: เมืองกำแพงเพชร) è un distretto (amphoe) della Thailandia, situato nella provincia di Kamphaeng Phet, della quale è il capoluogo.